# Criptografia híbrida
La criptografia híbrida és un mètode criptogràfic que utilitza tant un xifrat simètric com asimètric. Empra el xifrat de clau pública per a compartir una clau per al xifrat simètric. El missatge que s'estigui enviant en el moment, es xifra usant la clau i enviant-lo al destinatari. Ja que compartir una clau simètrica no és segur, la clau usada és diferent per a cada sessió.

## Exemple
Tant PGP com GnuPG fan servir sistemes de xifrat híbrids. La clau de sessió és xifrada amb la clau pública, i el missatge sortint és xifrat amb la clau simètrica, tot combinat automàticament en un únic paquet. El destinatari utilitza la seva clau privada per a desxifrar la clau de sessió i, tot seguit, fa servir la clau de sessió per a desxifrar el missatge.
Un sistema de xifrat híbrid no és més fort que el de xifrat asimètric o el de xifrat simètric dels que es fa ús, independentment de quin sigui més feble. En PGP i GnuPG, el sistema de clau pública és probablement la part més feble de la combinació. Tanmateix, si un atacant pogués desxifrar una clau de sessió, només li seria útil per a poder llegir un missatge, el xifrat amb aquesta clau de sessió. L'atacant hauria de tornar a començar i desxifrar una clau de sessió per a poder llegir qualsevol altre missatge.